# Macchia Gelata
Macchia Gelata − szczyt w Górach Sabińskich we Włoszech, w Apeninach Środkowych. Administracyjnie należy do trzech gmin: Casperia (szczyt), Roccantica oraz Rieti.